# Casey Nelson
Casey Nelson (* 18. Juli 1992 in Stillwater, Minnesota) ist ein ehemaliger US-amerikanischer Eishockeyspieler. Der Verteidiger war zwischen 2016 und 2020 in der Organisation der Buffalo Sabres  aktiv, für die er 93 Partien in der National Hockey League absolvierte. Überwiegend kam er jedoch in der American Hockey League bei den Rochester Americans zum Einsatz.

## Karriere
Nelson verbrachte seine Juniorenzeit zwischen 2010 und 2013 zunächst in der North American Hockey League, wo er zunächst zwei Jahre bei der Alaska Avalanche aktiv war und anschließend ein Jahr bei den Johnstown Tomahawks verbrachte. Von der NAHL wechselte der Verteidiger im Sommer 2013 ans College, wo er ein Studium an der Minnesota State University, Mankato begann. Parallel zu seinem Studium spielte er dabei für das Eishockeyteam der Universität in der Western Collegiate Hockey Association, einer Division im Spielbetrieb der National Collegiate Athletic Association. Gleich in seinen ersten beiden Jahren errang er mit dem Team die Broadmoor Trophy, für den Meisterschaftssieger der WCHA. Zudem erhielt er bis zum Ende der Saison 2015/16 zahlreiche Auszeichnungen, darunter auch die Ernennung zum Defensivspieler des Jahres der Division. Des Weiteren wurde er in mehrere Auswahlteams berufen.
Dennoch blieb Nelson von den Franchises der National Hockey League ungedraftet und unterschrieb daher im März 2016 als Free Agent einen Vertrag bei den Buffalo Sabres aus der NHL. Durch die Unterschrift endete die Collegezeit des Abwehrspielers vorzeitig. Noch im Verlauf der Saison 2015/16 debütierte der US-Amerikaner in der NHL. Die folgende Spielzeit verbrachte Nelson hauptsächlich in der American Hockey League bei Buffalos Farmteam, den Rochester Americans. Dennoch kam er zu weiteren Einsätzen in der NHL, die sich in der Saison 2017/18 zwischen beiden Kadern zur Hälfte aufteilten.
Im Januar 2021 verkündete Nelson nach nur knapp vier Jahren im Profibereich das Ende seiner aktiven Karriere.

## Erfolge und Auszeichnungen
| - 2014 Broadmoor-Trophy-Gewinn mit der Minnesota State University, Mankato - 2015 Broadmoor-Trophy-Gewinn mit der Minnesota State University, Mankato - 2015 WCHA Second All-Star Team - 2016 WCHA All-Academic Team | - 2016 WCHA All-Tournament Team - 2016 WCHA Defensive Player of the Year - 2016 WCHA First All-Star Team |

## Karrierestatistik
(Legende zur Spielerstatistik: Sp oder GP = absolvierte Spiele; T oder G = erzielte Tore; V oder A = erzielte Assists; Pkt oder Pts = erzielte Scorerpunkte; SM oder PIM = erhaltene Strafminuten; +/− = Plus/Minus-Bilanz; PP = erzielte Überzahltore; SH = erzielte Unterzahltore; GW = erzielte Siegtore; 1 Play-downs/Relegation; Kursiv: Statistik nicht vollständig)